# Robert DoQui
Robert DoQui (* 20. April 1934 in Stillwater, Payne County, Oklahoma; † 9. Februar 2008 in Los Angeles, Kalifornien) war ein US-amerikanischer Filmschauspieler.

## Leben
Robert DoQui erhielt ein Musikstipendium für die kleine Langston University in Langston (Oklahoma), wo er Mitglied einer Musikgruppe namens Langstonaires wurde, die in der näheren Umgebung zu Bekanntheit gelangten. Als junger Mann verpflichtete sich DoQui für einen Zeitraum von vier Jahren bei der United States Air Force, ehe er Anfang der 1960er Jahre kurz nach New York City und danach nach Hollywood zog.
Die Karriere des Afroamerikaners begann 1964 als Gastdarsteller in der Fernsehserie The Outer Limits. Ein Jahr später, 1965, stand er in Taffy and the Jungle Hunter, einem Abenteuerfilm von Terry O. Morse, auch erstmals in einem abendfüllenden Spielfilm vor der Kamera. DoQui galt als gefragter Schauspieler, der in über 100 Filmen und vor allem Fernsehserien zu sehen war. So überzeugte er in Komödien, wie etwa Bezaubernde Jeannie, und Western, darunter Rauchende Colts, ebenso wie in Sci-Fi-Serien, darunter Star Trek: Deep Space Nine.
Bekannt wurde er jedoch erst durch seine Rolle des Sergeant Reed in allen drei RoboCop-Filmen, die in den Jahren 1987, 1990 und 1993 produziert wurden. Ebenfalls bekannt ist der Film Short Cuts von Robert Altman, für den DoQui den Golden Globe Award als Teil des Besten Schauspielerensembles erhielt.
Neben seiner Tätigkeit als Schauspieler saß er auch jahrelang im Aufsichtsrat der Screen Actors Guild und setzte sich vor allem dafür ein, dass Frauen und Minderheiten, vor allem jedoch Schwarze, mehr Möglichkeiten im Medienbereich erhalten sollten.
Robert DoQui starb im Februar 2008 im Alter von 73 Jahren.
Er hinterließ seine Lebensgefährtin, die Schauspielerin Mittie Lawrence, sowie ihre fünf gemeinsamen Kinder.

## Filmografie (Auswahl)
- 1964: The Outer Limits (Fernsehserie, eine Folge)
- 1965: Clarence, der schielende Löwe (Clarence, the Cross-Eyed Lion)
- 1965: Meine Freundin Taffy (Taffy and the Jungle Hunter)
- 1969: Die teuflischen Acht (The Devil’s 8)
- 1972: Um drei Uhr geht die Bombe hoch (Visions)
- 1973: Coffy – die Raubkatze (Coffy)
- 1976: Buffalo Bill und die Indianer (Buffalo Bill and the Indians, or Sitting Bull’s History Lesson)
- 1976: Der Goldschatz von Matecumbe (Treasure of Matecumbe)
- 1977: Das Kind mit den grünen Augen (Green Eyes)
- 1979: Guayana – Kult der Verdammten (Guyana, el crimen del siglo)
- 1980: Barnaby Jones (Fernsehserie, ! Folge)
- 1983: Ein Traummann auf der Titelseite (Making of a Male Model)
- 1984: Von Sehnsucht verzehrt (Obsessive Love)
- 1985: Future Project – Die 4. Dimension (My Science Project)
- 1987: RoboCop
- 1988: Freedom Fighters – Söldner für die Freiheit (Mercenary Fighters)
- 1990: RoboCop 2
- 1993: Ein Fall für den Mörder (A Case for Murder)
- 1993: Short Cuts
- 1993: RoboCop 3
- 1997: Auf der Spur des großen Bären (Walking Thunder)